# Charakterograf
Charakterograf (zwany również ploterem Body’ego ze względu na budowę płytki) – urządzenie służące do przeprowadzenia szybkich pomiarów elementów elektronicznych oferujące niemal natychmiastową możliwość wykreślania charakterystyk prądowo-napięciowych elementów półprzewodnikowych, np. złącza p-n.
Charakterograf zasilany jest z autotransformatora i wyposażony jest w płytkę z odpowiednim układem rezystorów pozwalających na przeprowadzenie pośrednich pomiarów prądu, gdyż do wyjść podłączony jest oscyloskop posiadający jedynie wejścia napięciowe, charakterograf posiada najczęściej gniazda bananowe, do których podłącza się elementy badane.